# François Henri de Franquetot de Coigny
Pour les autres membres de la famille, voir Famille de Franquetot.
Marie François Henri de Franquetot, duc de Coigny, né, à Paris, le 28 mars 1737 et mort le 18 mai 1821 dans cette même ville, est un militaire français des XVIIIe et XIXe siècles. Maréchal de France, il est le petit-fils de François de Franquetot de Coigny. Il fut créé Pair de France en 1814.

## Biographie

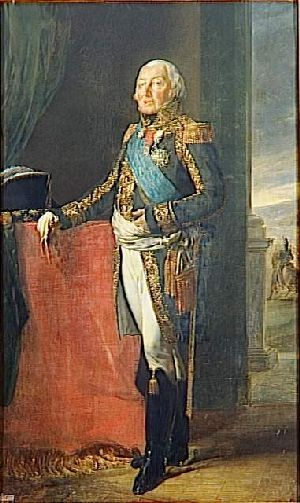
Portrait en pied du duc de Coigny.

Entré aux mousquetaires à l’âge de quinze ans, il fait ses premières armes pendant la guerre de Sept Ans. Brigadier de cavalerie en 1756, il sert dans l’armée d’Allemagne et prend part à la conquête de Hanovre. Il combat à Hastenbeck et à Miden. Passé à l’armée du comte de Clermont en 1758, il sert à la bataille de Crefeld, ainsi qu'aux affaires de Corbach et Warbourg. Colonel général des dragons en 1771, il est nommé gouverneur de Cambrai l’année suivante. En 1780, il deviendra lieutenant général. On le prit souvent comme l'un des "amants" de Marie-Antoinette d'Autriche. Sous la Révolution il est député de la noblesse aux États généraux pour le bailliage de Caen, puis choisit d'émigrer en 1791 pour rejoindre l’armée des Princes, au sein de laquelle il participe aux opérations contre-révolutionnaires. Il commande la Maison militaire du Roi jusqu’à la dissolution de cette armée au mois de novembre 1792. Louis XVIII le charge alors de plusieurs missions diplomatiques. Il passe ensuite au service du Portugal, où il obtient le grade de capitaine-général. Rentré en France avec Louis XVIII en 1814, il est nommé pair de France et désigné comme gouverneur de l’Hôtel royal des Invalides. Coigny reçoit le bâton de maréchal de France le 3 juillet 1816. Il meurt à Paris le 19 mai 1821, et est inhumé aux Invalides.
André Chénier immortalisa sa nièce (fille de son frère Gabriel-Augustin de Coigny) Aimée de Coigny dans sa Jeune Captive. 
Le duc de Coigny épouse le 21 avril 1755 Marie-Jeanne-Olympe de Bonnevie (1737-1757) . Ils ont deux fils :
- François-Marie-Casimir de Franquetot (1756-1816), marquis de Coigny, qui épouse en 1775 Louise-Marthe de Conflans (1759-1832), fille de Louis-Henri-Gabriel de Conflans d'Armentières (1735-1789), ils ont eu : 
  - Jeanne-Françoise-Antoinette "Fanny" Franquetot de Coigny (1778-1807), qui épouse Horace Sébastiani en 1806. Elle est la mère de Françoise Sébastiani, duchesse de Choiseul-Praslin,
  - Augustin-Louis-Joseph-Casimir-Gustave de Franquetot (1788-1865), duc de Coigny, pair de France, marié en 1822 avec Henrietta Dundas Dalrymple-Hamilton (1801-1869), fille du baronnet Hew Dalrymple-Hamilton (1774-1834) et de Lady Jane Duncan (1778-1852), qui ont eu :
    - Jeanne Henriette Louise de Franquetot de Coigny (1824-1896), mariée en 1847 à John Dalrymple-Hamilton (1819-1903), 10e comte de Stair,
    - Georgina Jeanne Elisabeth Fanny de Franquetot de Coigny (1826-1910), mariée en 1852 avec Sidney William Herbert Pierrepont (1826-1900), 3e Comte Manvers,
- Pierre-Auguste de Franquetot de Coigny (1757-?), marquis du Bordage.

Il se marie en secondes noces le 16 septembre 1795 à Lisbonne avec sa maîtresse Jeanne Françoise Aglaé d'Andlau, cousine de Gabrielle de Polignac.

### Sources et bibliographie
- La Roque, Louis de (1830-1903), Catalogue historique des généraux français(lire en ligne)
- « François Henri de Franquetot de Coigny », dans Adolphe Robert et Gaston Cougny, Dictionnaire des parlementaires français, Edgar Bourloton, 1889-1891 [détail de l’édition]